# Seznam portugalskih arhitektov
Seznam portugalskih arhitektov.

## A
- Francisco Keil do Amaral
- João Antunes (1643 - 1712)

## M
- Eduardo Souto de Moura

## N
- Nicolau Nasoni (prv. Niccoló Nasoni) (1691–1773) (it.-portugalski)

## S
- Álvaro Siza Vieira